# Michael Ahlsdorf
Michael Ahlsdorf (* 1961 in Berlin) ist ein deutscher Journalist und Buchautor. Er war von 1999 bis 2015 Chefredakteur der Zeitschrift Bikers News. Zudem ist er Autor mehrerer Fachbücher über die Rocker-Szene.

## Leben
Ahlsdorf studierte Philosophie und promovierte in evangelischer Theologie zum Thema Nietzsches Juden: die philosophische Vereinnahmung des alttestamentlichen Judentums und der Einfluss von Julius Wellhausen in Nietzsches Spätwerk an der Freien Universität Berlin. Anschließend arbeitete er als freier Journalist, bis er 1997 Redakteur der Rocker-Zeitschrift Bikers News wurde. Zum Jahr 2016 gab er die Funktion des Chefredakteurs ab und arbeitete weiter als Chefreporter von Bikers News.
Am 12. Dezember 2016 war Ahlsdorf als Sachverständiger zu einer öffentlichen Anhörung im Innenausschuss des Bundestages geladen, um Argumente gegen eine Änderung des Vereinsgesetzes vorzutragen. Die politischen Mehrheiten führten trotzdem zur Änderung des Vereinsgesetzes am 16. März 2017, in dessen Folge die Abzeichen der Motorradclubs Bandidos MC, Gremium MC und Hells Angels MC zu verbotenen Kennzeichen wurden.
Ahlsdorf ist Autor der Bücher  "Auf heißem Stuhl im Rockerkrieg: Als Chefredakteur eines Rockermagazins zwischen Hells Angels und Bandidos" und  "Alles über Rocker: Die Gesetze, die Geschichte, die Maschinen". Des Weiteren schrieb er an zwei Kochbüchern und mehreren Büchern über Rocker und Motorrad-Umbauten mit.
Seit Januar 2023 ist er Chefredakteur von Dream-Machines, einem Magazin für Motorräder von Harley-Davidson und Indian.

## Werke
- Auf heißem Stuhl im Rockerkrieg – Als Chefredakteur eines Rockermagazins zwischen Hells Angels und Bandidos. Innsbruck/Höfen (Österreich): Hannibal Verlag 2021. ISBN 978-3-85445-710-7
- Cook Wildest: das Biker-Kochbuch. Zusammen mit zahlreichen Autoren. Mannheim: Huber Verlag 2010. ISBN 978-3-927896-36-9
- Die besten Motorrad-Umbauten: 1000 spektakuläre Custombikes aus aller Welt. Mannheim: Huber Verlag 2006. ISBN 978-3-927896-14-7
  - Die besten Motorradumbauten: 1111 spektakuläre Custombikes aus aller Welt. 3., erweiterte Auflage. Mannheim: Huber Verlag 2012. ISBN 978-3-927896-43-7
- Save the Choppers. Zusammen mit anderen Autoren. Mannheim: Huber Verlag 2016. ISBN 978-3-927896-65-9.
- The Art of Racing. Zusammen mit anderen Autoren, Mannheim: Huber Verlag 2017. ISBN 978-3-927896-78-9.
- Jagd auf die Rocker: Die Kriminalisierung von Motorradclubs durch Staat und Medien in Deutschland. Zusammen mit anderen Autoren. Mannheim: Huber Verlag 2016. ISBN 978-3-927896-67-3.
- Alles über Rocker: Die Gesetze, die Geschichte, die Maschinen. Mannheim: Huber Verlag 2002. ISBN 978-3-927896-09-3
  - Alles über Rocker: Die Gesetze, die Geschichte, Maschinen. 5. aktualisierte und erweiterte Auflage. Mannheim: Huber Verlag 2017. ISBN 978-3-927896-74-1
- Schneller Essen: 101 Kantinen in Berlin. Zusammen mit Reinald Schlette. Berlin: be.bra-Verlag 1996. ISBN 3-930863-17-0
- Nietzsches Juden: die philosophische Vereinnahmung des alttestamentlichen Judentums und der Einfluss von Julius Wellhausen in Nietzsches Spätwerk. Berlin: Freie Universität 1991 (Dissertation).